# سلیم صفیر
سلیم صفیر (انگلیسی: Salim Sfeir؛ زادهٔ ۱۸ سپتامبر ۱۹۴۴) بانکدار و سرمایه‌گذار اهل لبنان است، که در سال ۱۹۶۳ بانک بیروت را تأسیس کرد.